# Quatretondeta
Quatretondeta (em valenciano e oficialmente) ou Cuatretondeta (em castelhano), antigamente conhecida como Quatretondeta de la Serrella, é um município da Espanha na província de Alicante, Comunidade Valenciana. Tem 16,7 km² de área e em 2021 tinha 117 habitantes (densidade: 7 hab./km²).

## Demografia
| Variação demográfica do município entre 1991 e 2004 | Variação demográfica do município entre 1991 e 2004 | Variação demográfica do município entre 1991 e 2004 | Variação demográfica do município entre 1991 e 2004 |
| --------------------------------------------------- | --------------------------------------------------- | --------------------------------------------------- | --------------------------------------------------- |
| 1991                                                | 1996                                                | 2001                                                | 2004                                                |
| 200                                                 | 189                                                 | 166                                                 | 150                                                 |